# فرديناند داهل
فرديناند داهل (بالنرويجية: Ferdinand Dahl)‏ (و. 1998  م) هو رياضي نرويجي، ولد في النرويج، شارك في الألعاب الأولمبية الشتوية 2018.

## روابط خارجية
- فرديناند داهل على موقع الاتحاد الدولي للتزلج (التزلج الحر) (الإنجليزية)
- فرديناند داهل على موقع اللجنة الأولمبية الدولية (الإنجليزية)
- فرديناند داهل على موقع أوليمبيديا (الإنجليزية)